# Waldemar Köppe
Waldemar Köppe (* 9. August 1952 in Bitterfeld) ist ein ehemaliger deutscher Fußballspieler, der zwischen 1971 und 1976 für den Halleschen FC Chemie in der DDR-Oberliga, der höchsten Spielklasse im DDR-Fußball, aktiv war. Köppe ist mehrfacher DDR-Junioren- und Nachwuchsnationalspieler.

## Sportliche Laufbahn
Nachdem Waldemar Köppe 1969 mit der Juniorenmannschaft des Halleschen FC Chemie (HFC) DDR-Meister geworden war, wurde er im Herbst des Jahres in den Kader
der DDR-Juniorennationalmannschaft aufgenommen. Mit ihr bestritt er bis 1971 25 Juniorenländerspiele, in denen er als Stürmer sechs Tore erzielte. Danach wechselte er in die DDR-Nachwuchsnationalmannschaft, für die er vierzehn Länderspiele absolvierte. Auch dort spielte er im Angriff, kam aber nur zu einem Torerfolg.
Der HFC setzte Köppe bereits im Alter von 17 Jahren in der Saison 1969/70 in seiner 2. Mannschaft ein, die in der zweitklassigen DDR-Liga spielte. In den 30 Punktspielen kam Köppe zwölfmal zum Einsatz und kam zu zwei Torerfolgen. In der Saison 1970/71 bestritt er zehn von 26 Punktspielen und erzielte drei Tore. Für die Spielzeit 1971/72 benannte der HFC Köppe erstmals für sein Oberliga-Aufgebot. Von Trainer Walter Schmidt wurde er in zehn Oberligaspielen eingesetzt, sechsmal als Stürmer von Beginn an. In der Begegnung des 15. Spieltages HFC – BSG Sachsenring Zwickau (2:0) schoss er sein erstes Oberligator. Bei seinen 18 Oberligaspielen 1972/73 stand Köppe im Angriff zwölfmal in der Startelf, jedoch ohne ein Tor zu erzielen. Die Hallenser mussten am Saisonende absteigen, sodass sich Köppe 1973/74 in der DDR-Liga wiederfand. Mit 15 Einsätzen in 22 Punktspielen und der Teilnahme an allen acht Spielen in der Aufstiegsrunde mit einem Torerfolg war Köppe an der sofortigen Rückkehr in die Oberliga beteiligt. In den folgenden zwei Oberligaspielzeiten kam Köppe insgesamt 41-mal zum Einsatz. Obwohl sich die Saison 1975/76 mit 23 Punktspieleinsätzen und drei Toren zur erfolgreichsten Spielzeit für Köppe gestaltete, war es zugleich seine letzte Saison für den Halleschen FC Chemie, für den er innerhalb von vier Spielzeiten 69 Oberligaspiele bestritten hatte und dabei zu fünf Torerfolgen gekommen war.
Obwohl der HFC Ende August 1976 gemeldet hatte, Köppe habe den Leistungssport beendet, tauchte dieser im Laufe der Saison 1976/77 beim DDR-Ligisten BSG Chemie Buna Schkopau auf. Nachdem er dort elf von 22 Punktspielen bestritten hatte, war er in den nächsten drei Spielzeiten mit insgesamt 62 Punktspieleinsätzen und vier Toren Stammspieler der Schkopauer. Als der BSG Chemie Buna 1980/81 der Aufstieg in die Oberliga gelang, war der 29-jährige Köppe nur noch in vier Punktspielen dabei. Er war bereits im Laufe der Saison ausgeschieden und kehrte danach nicht mehr in den höherklassigen Fußball zurück.